# أل ويليامسون
أل ويليامسون (بالإنجليزية: Al Williamson) هو فنان قصص مصورة أمريكي، ولد في 21 مارس 1931 في نيويورك في الولايات المتحدة، وتوفي بنفس المكان في 12 يونيو 2010.